# 343
Évszázadok: 3. század – 4. század – 5. század
Évtizedek: 290-es évek – 300-as évek – 310-es évek – 320-as évek – 330-as évek – 340-es évek – 350-es évek – 360-as évek – 370-es évek – 380-as évek – 390-es évek
Évek: 338 – 339 – 340 – 341 –  342 – 343 – 344 – 345 – 346 – 347 – 348

## Események

### Római Birodalom
- Marcus Maecius Memmius Furius Baburius Caecilianus Placidust és Flavius Romulust választják consulnak.
- Az év elején Constans császár a rossz időjárás ellenére áthajózik Britanniába, feltehetően a piktek támadása miatt. Ekkor látogatja meg a szigetet utoljára legitim római császár.
- Kisebb összecsapásokkal folytatódik a római-perzsa háború. II. Constantius császár bevonul az örmény-perzsa határon fekvő Adiabénébe.
- Serdicában (Szófia) a két császár támogatásával zsinatot hívnak össze az egyházat megosztó niceai-ariánus ellentét feloldására. A gyűlés nem jár sikerrel, a felek kölcsönösen kiátkozzák egymást.

## Születések
- Csin Mu-ti, kínai császár

## Halálozások
- December 6. – Szent Miklós

## Fordítás
- Ez a szócikk részben vagy egészben  a(z)   343 című angol Wikipédia-szócikk ezen változatának fordításán alapul.  Az eredeti cikk szerkesztőit annak laptörténete sorolja fel. Ez a jelzés csupán a megfogalmazás eredetét és a szerzői jogokat jelzi, nem szolgál a cikkben szereplő információk forrásmegjelöléseként.